# 플로렌스 마리

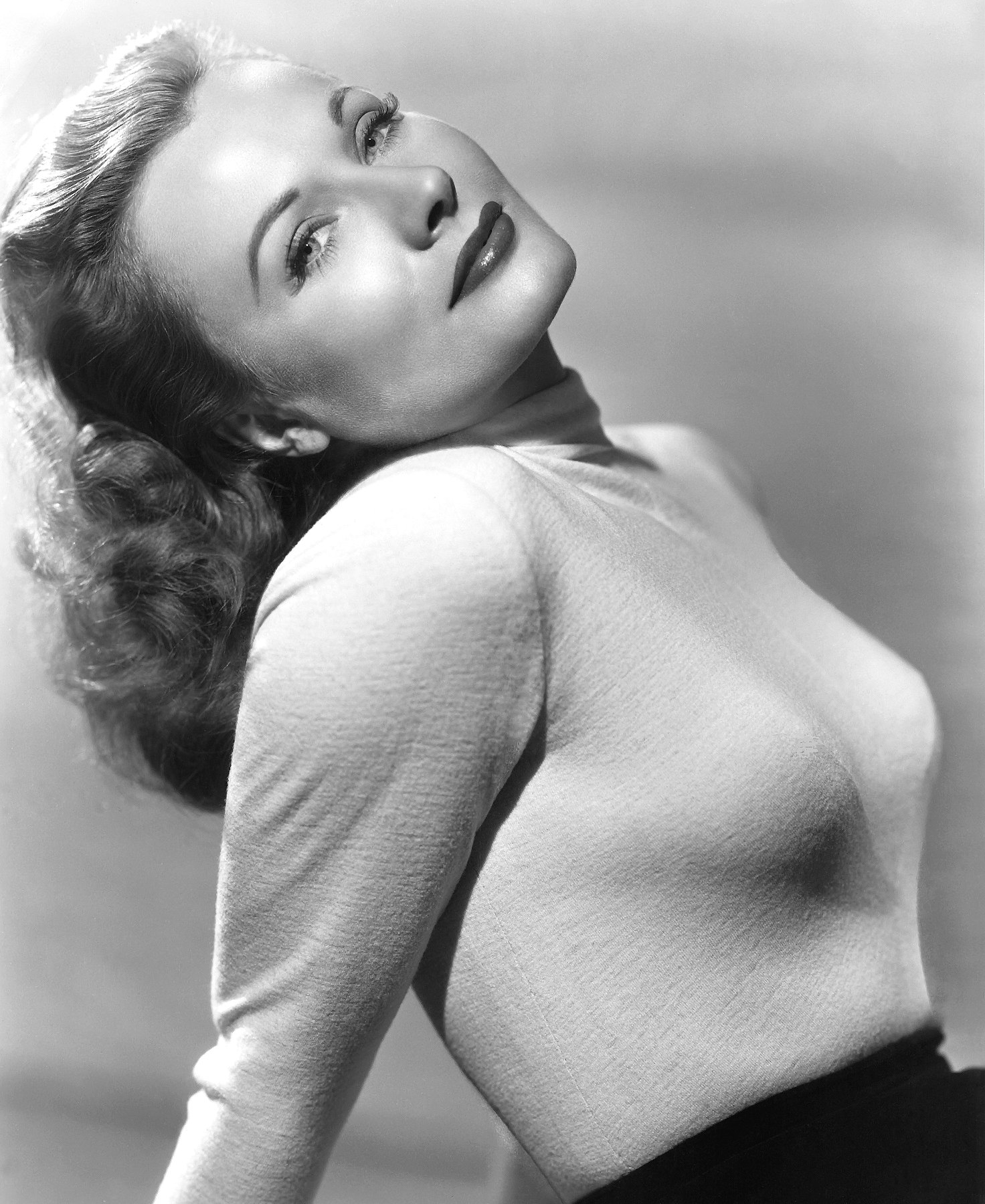

플로렌스 마리(Florence Marly, 1919년 6월 2일 ~ 1978년 11월 9일)는 체코슬로바키아의 배우, 영화배우이다.
글렌데일에서 사망하였다.

## 영화
- 닥터 데스: 시커 오브 소울 (1973년)
- 도쿄 조 (1949년)
- 지옥에 떨어진 사람들 (1947년)
- 강박관념 (1939년)
- 알리바이 (1937년)